# Love Scenes
Love Scenes è il quarto album della cantante e pianista jazz canadese Diana Krall pubblicato nel 1997.

## Tracce
1. All or Nothing at All (Arthur Altman, Jack Lawrence) – 4:35
2. Peel Me a Grape (Dave Frishberg) – 5:52
3. I Don't Know Enough About You (Dave Barbour, Peggy Lee) – 4:01
4. I Miss You So (Jimmy Henderson, Sydney Robin, Bertha Scott) – 4:42
5. They Can't Take That Away from Me (George Gershwin, Ira Gershwin) – 5:39
6. Lost Mind (Percy Mayfield) – 3:48
7. I Don't Stand a Ghost of a Chance with You (Bing Crosby, Ned Washington, Victor Young) – 6:14
8. You're Getting to Be a Habit With Me (Al Dubin, Harry Warren) – 2:14
9. Gentle Rain (Luiz Bonfá, Matt Dubey) – 4:55
10. How Deep Is the Ocean (How High Is the Sky) (Irving Berlin) – 4:45
11. My Love Is (Billy Myles) – 3:26
12. Garden in the Rain (James Dyrenforth, Carroll Gibbons) – 4:56

## Formazione
- Diana Krall - pianoforte, voce
- Russell Malone - chitarra
- Christian McBride - contrabbasso